# Esercitazione militare

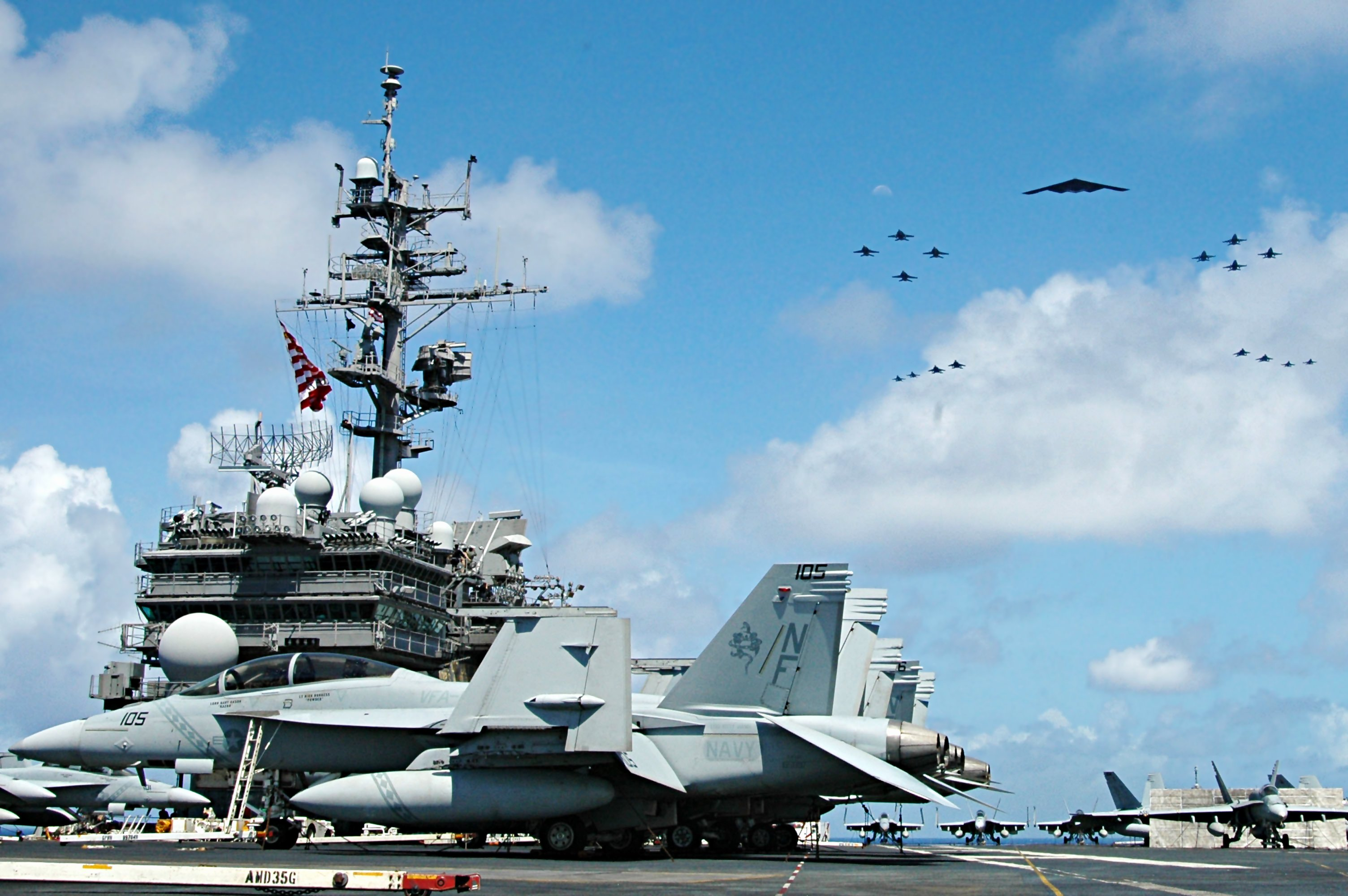
La USS Kitty Hawk (CV-63) dà l'avvio all'esercitazione Valiant Shield, la più grande esercitazione della United States Navy dopo la guerra del Vietnam.

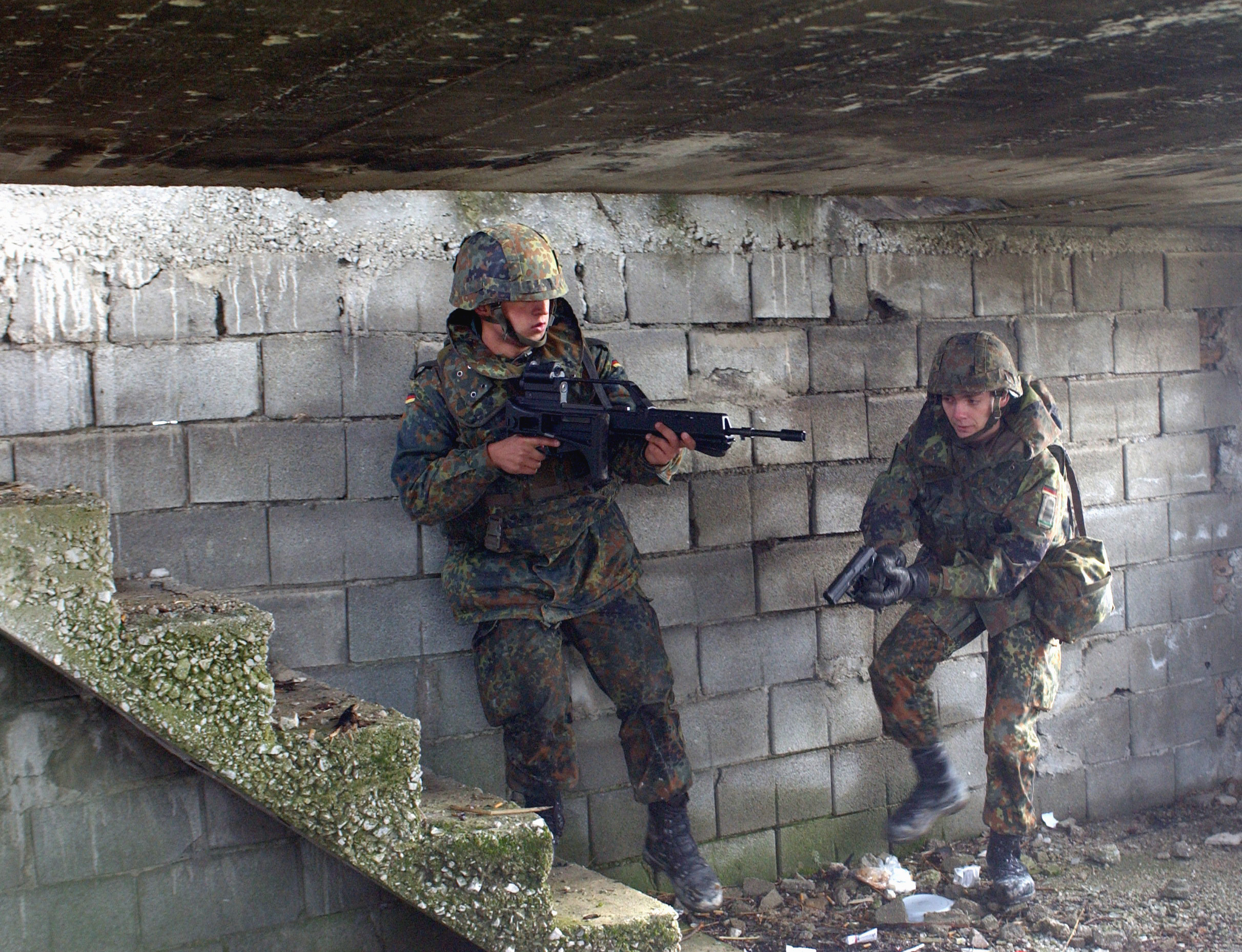
Soldati tedeschi nel corso dell'esercitazione Joint Resolve 26 in Bosnia.

(Michel Foucault)
Un'esercitazione militare, è l'impiego di risorse militari in preparazione per attività operativa, sia esplorando gli effetti di tecniche di combattimento, sia provando strategie senza praticare effettivo combattimento. Le esercitazioni dal XX secolo sono state spesso identificate con un nome in codice univoco, proprio come le operazioni militari.

## Storia
Durante il periodo della Kabinettskriege, Federico II di Prussia, che regnò dal 1740 al 1786, "mise insieme i suoi eserciti come un meccanismo ben oliato i cui componenti erano guerrieri simili a robot. Ai soldati di Federico non era concessa alcuna iniziativa individuale; il loro esclusivo ruolo era cooperare alla creazione di muri di proiettili attraverso una potenza di fuoco sincronizzata." Tale dottrina militare, ovviamente, tendeva ad ottenere un esercito più efficiente, e siffatta prassi agevolò una visione della guerra da una prospettiva top down. Truppe disciplinate avrebbero reagito prevedibilmente, permettendo alla tattica di concentrarsi sui problemi in termini di manovra e comando.
La vittoria prussiana sul Secondo impero francese nella guerra franco-prussiana è talora in parte considerata una favorevole conseguenza della pratica (da parte degli ufficiali prussiani) del gioco denominato Kriegspiel, inventato intorno al 1811 e diffusosi ampiamente tra gli ufficiali del Kaiser. Questi primi wargames erano giocati con i dadi, rappresentanti la "frizione", ovvero il manifestarsi di circostanze non propriamente ideali (tra cui il cosiddetto "morale", la meteorologia, la "nebbia di guerra", e così via).

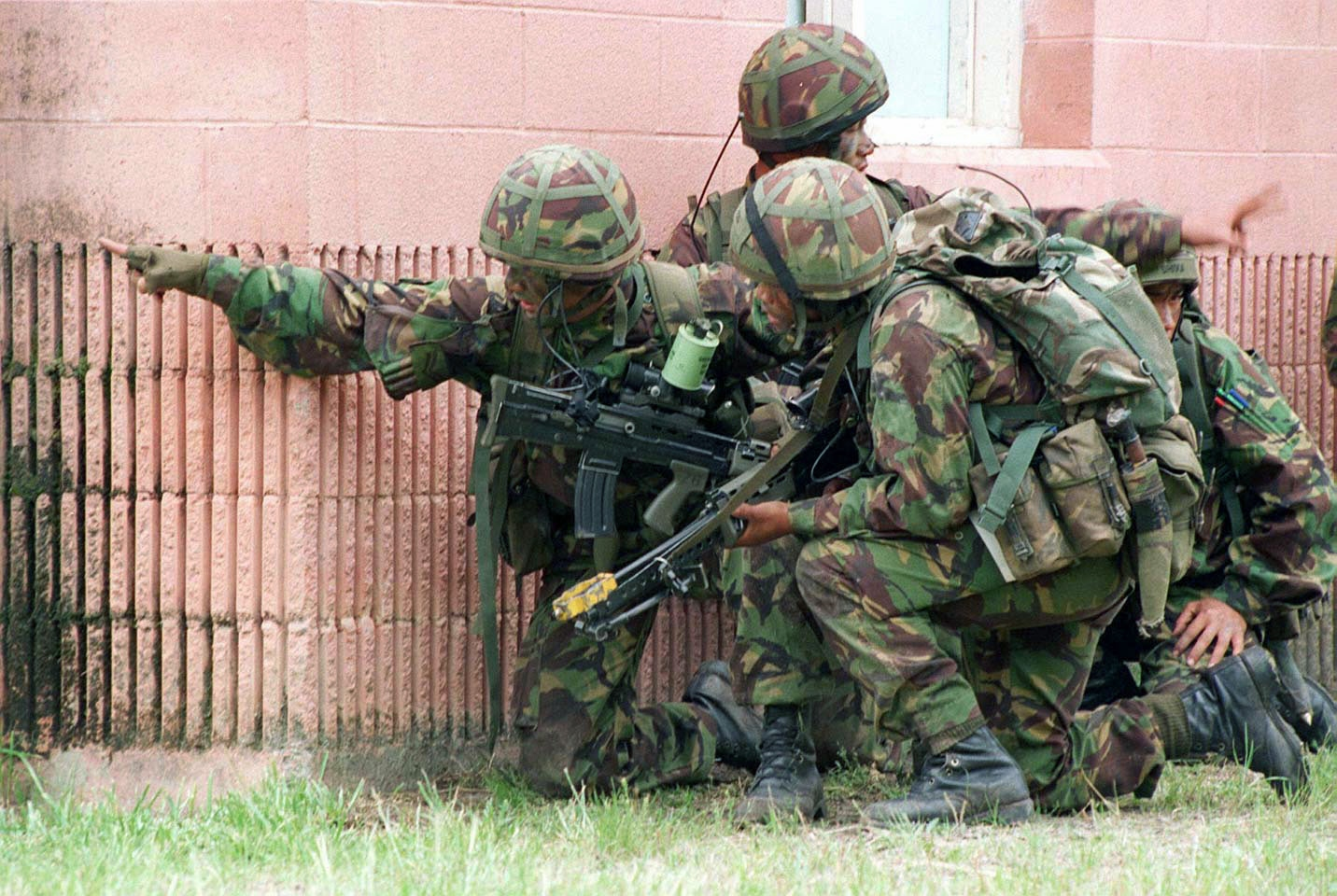
Camp Lejeune (Carolina del Nord), 13 maggio 1996. Un reparto Gurkha inglese si prepara a fare irruzione in un immobile nel corso di un'esercitazione contro i marines, che svolgono il ruolo di OPFOR.

I militari del XXI secolo usano ancora i wargames per simulare le guerre future e modellare la loro reazione. Secondo Manuel de Landa, dopo la seconda guerra mondiale la funzione Command, Control, Communications, Computers è stata trasferita dalla gerarchia militare alla RAND Corporation, il primo think tank. John von Neumann fu un dipendente della RAND Corporation, e la sua teoria dei giochi fu usata nelle simulazioni per "modellizzare" la dissuasione nucleare durante la Guerra fredda.
Pertanto, la strategia nucleare  fu definita con simulazioni in cui Sam rappresentava gli USA e Ivan l'Unione Sovietica. La prima forma di teoria dei giochi comprendeva solo il caso di gioco a somma zero, il che significa che quando un giocatore vinceva, l'altro automaticamente aveva perso. Il dilemma del prigioniero — che ipotizza la situazione di due prigionieri 
a ciascuno dei quali è data la scelta di tradire o non tradire il suo compagno — prospetta tre possibili esiti del "gioco":
- Nessun prigioniero tradisce, ed entrambi subiscono la stessa condanna lieve;
- Un prigioniero tradisce, e viene rilasciato, mentre l'altro (tradito) subisce una condanna gravosa;
- Ciascun prigioniero tradisce l'altro, e tutti patiscono una medesima condanna "media".

La prima soluzione sarebbe quella obiettivamente preferibile nel complesso, ma nessuno dei due prigionieri può essere certo che l'altro non tradisca (in tal caso, lucrando il rilascio, a fronte di una severa punizione a carico del tradito). Ne consegue che il tradimento è da considerarsi la mossa più razionale perché minimizza le perdite (fa sì che la possibile perdita si riduca al valore ponderatamente minimo). Questo modello teorico fornì il fondamento della dottrina nucleare della ritorsione su larga scala. La fallacia dei giochi a somma zero e missilistica rese obsoleta la dottrina della ritorsione su larga scala.
Ne scaturì un affinamento graduale delle simulazioni, anche se a parere di De Landa la materia soffre ancora di un pregiudizio sistemico tale da avvantaggiare il conflitto rispetto al comportamento cooperativo. I dadi, che erano un modo razionale di rappresentare il caos, presso i prussiani furono sostituiti dalle tavole di tiro per l'artiglieria, e poi dalla valutazione della letalità di ciascun arma, e così via.

## Tipologie

### Esercitazioni campali
Il tipo più canonico di esercitazione è quella campale, la sperimentazione in scala reale di manovre militari come addestramento pratico per la guerra. Negli eserciti del Commonwealth delle nazioni, i nomi storici delle esercitazioni comprendono gli "schemi".
Nelle esercitazioni sul campo è prassi chiamare le due parti contendenti come "blu" e "rossa", per evitare di nominare un (potenziale) nemico specifico.

### Simulazioni
Altri tipi di esercitazione annoverano la TEWT (Tactical Exercise Without Troops), conosciuta pure come esercitazione al "tavolo della sabbia", "sulla mappa" o "sul drappo". Questo tipo di esercitazione (negli anni recenti assistita da simulazione al computer) consente ai comandanti di manovrare modelli nell'ambito di scenari probabili dal punto di vista della pianificazione militare. L'attività in parola è detta anche "simulazione di guerra" (warfare simulation) o anche campo di battaglia virtuale (virtual battlefield), qualche tempo fa pure con la denominazione di wargames. Oggi invece si preferisce riservare quest'ultima parola ai giochi di strategia come passatempo, sia su un tavolo di gioco con pedine fisiche a rappresentare le unità "combattenti", sia praticati con miniature, o in qualche forma di videogioco. Fra gli esempi di moderni wargames militari ricorderemo DARWARS, un serious game sviluppato dal 2003 dall'agenzia americana DARPA con BBN Technologies, un 
defense contractor che si era occupato anche della commutazione di pacchetto, usata per ARPANET.